# Religión aborigen canaria

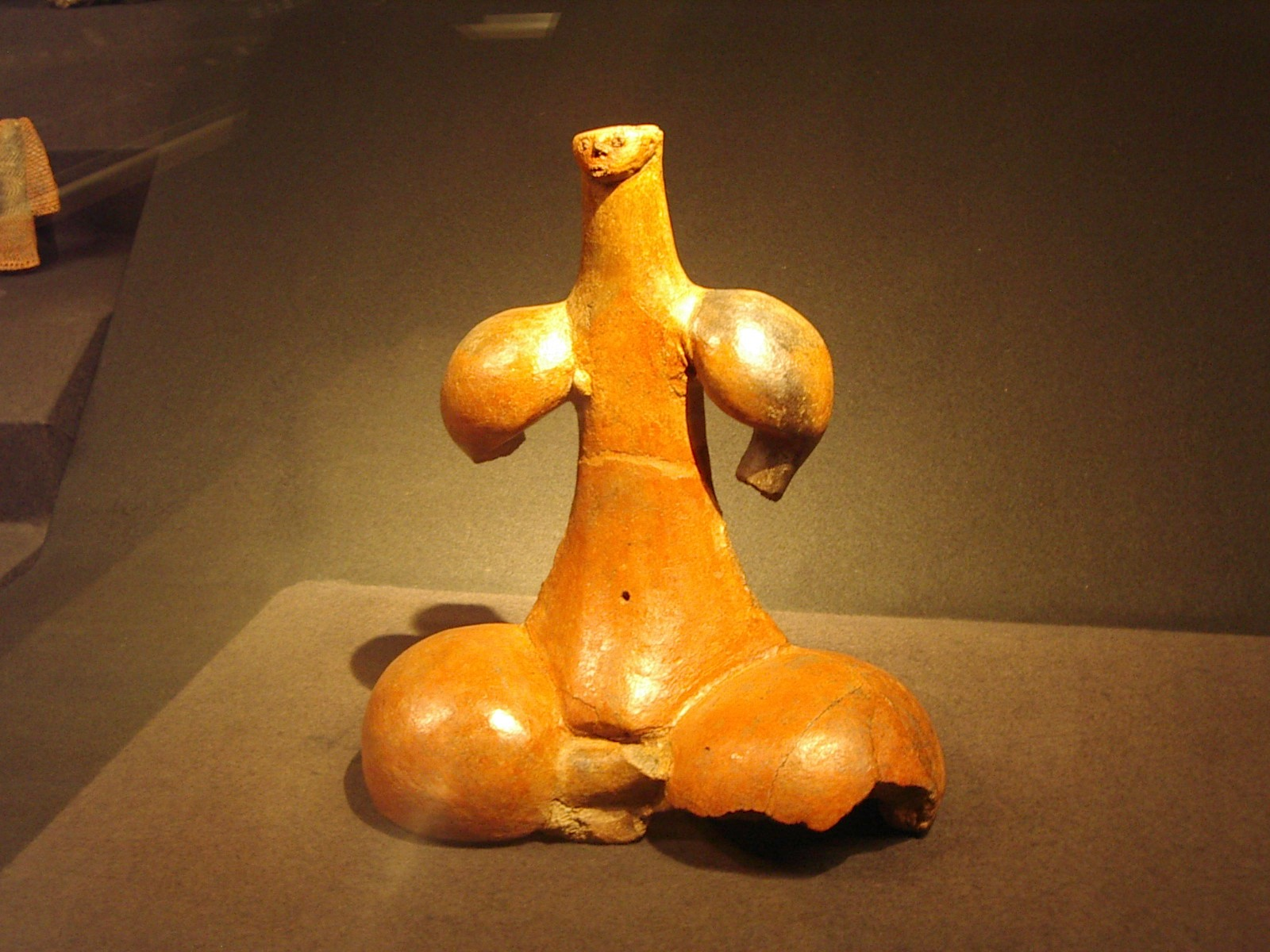
El conocido como ídolo de Tara, en el Museo Canario.

La religión aborigen canaria era el cuerpo de creencias que constituía el mundo mágico-religioso de los primeros pobladores de las islas Canarias antes de la conquista europea a lo largo del siglo XV.
Como la religión aborigen fue transmitida y alterada por los conquistadores cristianos, las creencias, actitudes y prácticas mágico-religiosas originales no pueden definirse con certeza, siendo los escritos etnohistóricos y la arqueología las principales fuentes para su estudio.
Hay que destacar que cada isla presentaba sus propias creencias diferentes, pero que compartían un origen y características comunes.

## Creencias

### El Ser Supremo
Los aborígenes canarios pueden ser englobados entre las culturas deístas, ya que creían en un Ser Supremo creador y sustentador del mundo que habitaba en el cielo.

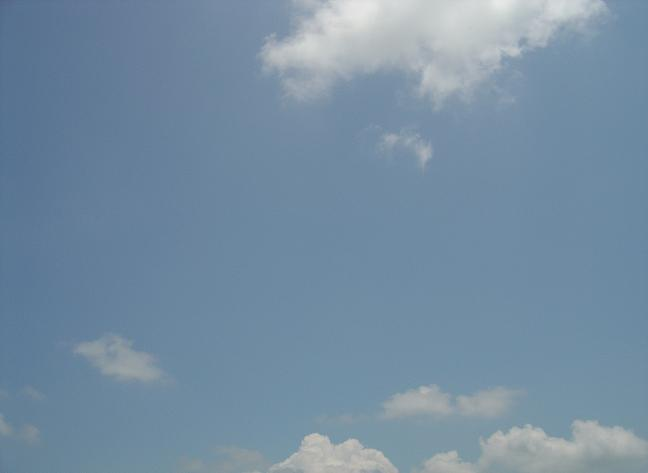
El cielo aparece como hogar del Ser Supremo para todos los aborígenes canarios.

Algunos investigadores modernos como el profesor Juan Álvarez Delgado suponen que esta creencia se debía a una aculturación provocada por el continuo contacto de los aborígenes con navegantes mediterráneos desde mediados del siglo xiv, así como a la acción evangelizadora de los misioneros cristianos. Sin embargo, otros autores como Jesús M. Fernández Rodríguez opinan que lo que hubo fue sincretismo entre las ideas aborígenes sobre una divinidad superior tribal que «suelen ser también omnipresentes y universales» con el concepto de Dios cristiano.
Esta divinidad suprema era denominada de diferentes formas según la isla. En Gran Canaria era conocida como Acorán o Alcorac y en La Palma como Abora, mientras que en las islas de Lanzarote y Fuerteventura el naturalista Jean-Baptiste Bory de Saint-Vincent recogió el nombre Althos, si bien historiadores posteriores como Dominik J. Wölfel indican que se trata de una voz dudosa.
En cuanto a la creencia de los aborígenes gomeros, las fuentes históricas tradicionales no aportan muchos datos. Solo el ingeniero Leonardo Torriani apunta a que adoraban a una entidad con forma de perro negro y lanudo de andar bípedo al que denominaban Hirguan (voz posiblemente relacionada con los iruene de La Palma). Este autor alude también a que existió un adivino gomero llamado Eiunche que intentaba hacer ver a sus paisanos que el verdadero dios creador de todo habitaba en el cielo y se llamaba Orahan, y que Hirguan era su enemigo. Sin embargo, el profesor Alejandro Cioranescu cree que se trata de una confusión del autor con hechos de la isla de El Hierro.
La Pareja Divina
Entre los aborígenes de El Hierro y Tenerife aparece dentro de sus creencias la idea de una «pareja divina», que en ambos casos y tras la conquista fueron sincretizadas con los principios cristianos de Dios/Jesús y la Virgen María.
Así, los bimbaches creían en un principio masculino llamado Eraorahan 'el que está en lo ardiente o brillante', que era adorado por los hombres, y en otro femenino al que denominaban Moneiba 'resplandor humeante' y al que veneraban las mujeres. Por su parte, los guanches de Tenerife creían en dos divinidades principales igualmente de signos masculino y femenino. El dios supremo, que representaba un principio creador y sustentador, era denominado de diferentes formas según las atribuciones que poseía: Achamán 'el Centelleante', Achuhurahan 'he aquí éste que está en lo ardiente o brillante', Achuhucanac 'he aquí éste que está en la lluvia', Achguayaxerax 'he aquí el espíritu/origen que sustenta el universo', Atguaychafanataman 'he aquí el espíritu/origen de la luz de los relámpagos' o Achuguayo 'el que es espíritu/origen'. La diosa suprema era Chaxiraxi 'la que carga o sostiene el firmamento', también llamada Achmayex Guayaxerax 'he aquí la madre de él, el Espíritu que sustenta el universo'. Se trataba según Diego Cuscoy de un principio femenino de signo conservador y que fue identificada por los guanches con la imagen de la virgen de Candelaria aparecida en las playas de Güímar.

### Otras divinidades

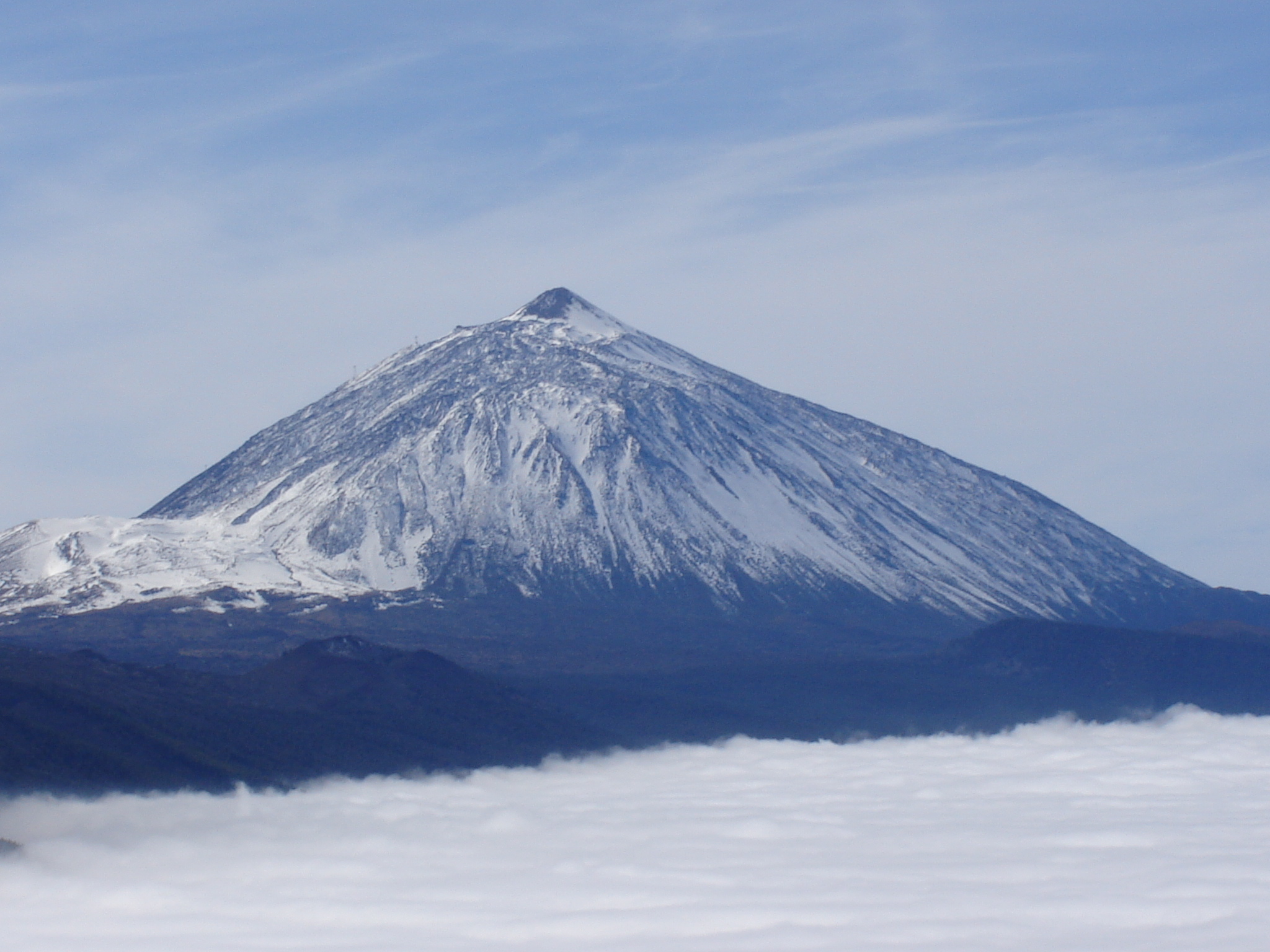
El Teide era la morada de Guayota, el demonio según las creencias guanches.

En las islas de Tenerife, Gran Canaria y La Palma los aborígenes creían en un principio maligno al que denominaban Guayota, Gabiot e Iruene respectivamente, y que se les aparecía bajo la forma de grandes perros lanudos. Éstos eran llamados tibicenas en Gran Canaria, mientras que de Tenerife, el médico e historiador Juan Bethencourt Alfonso apunta a la existencia en Tenerife de otras entidades denominadas Guañajé, Canajá y Jucancha, deidades protectoras del ganado cabrío, del ovino y del perro respectivamente. En estas dos islas se creía además que estos genios maléficos habitaban en las entrañas de la tierra y en zonas volcánicas, creyendo los guanches que el infierno se encontraba en el interior del Teide, al que denominaban Echeide.
Autores como Jesús M. Fernández Rodríguez opinan que estas nociones se encontraban influenciadas por las ideas cristianas sobre el Diablo y el mal, indicando que «en la culminación del proceso interpretativo se produjo una pérdida sustantiva de la idea original, desconociendo si con estos nombres se aludía a un representante máximo de las fuerzas malignas en las creencias aborígenes o si, por el contrario, se trataba en realidad de una desvirtuada referencia a espíritus o seres intermediarios cuyas características específicas se ignoran». Así pone de ejemplo al Aranfaybo, entidad que tomaba la forma de un cerdo y mediaba entre los bimbaches y su dios durante los ritos propiciatorios de lluvia, y al que los primeros historiadores como Juan de Abréu Galindo daban un carácter «demoníaco» a pesar de su evidente papel benéfico.

### Culto a los astros
Entre los aborígenes canarios de todas las islas se daba también la adoración a los astros. El Sol era conocido con el nombre de Magec por lo menos en Tenerife y Gran Canaria, y es posible que tuviese un carácter femenino, según una interpretación del vocablo como *ma-aɣeq ('madre del fulgor') o *m-aɣeq ('la que tiene fulgor'), y de acuerdo a los cultos bereberes continentales (si bien hay excepciones). Magec parece haber sido parte principal de sus devociones, y por él/ella hacían sus juramentos. Muestras de este culto solar se encuentran en los diferentes grabados rupestres hallados en las islas de Tenerife y La Palma, así como en motivos decorativos de vasijas y piezas de barro de Gran Canaria que consisten en figuras circuliformes radiadas. Asimismo, investigaciones arqueológicas recientes han descubierto la orientación de algunos yacimientos con los ortos u ocasos del Sol en solsticios y equinoccios.
Además de al sol, los aborígenes veneraban a la luna (de carácter masculino en la mitología bereber continental) y a determinadas estrellas.

### Vida después de la muerte
Especialmente singular era el culto a los muertos, produciéndose los enterramientos con ofrendas o ajuares, lo que demuestra la creencia de los aborígenes canarios en la supervivencia del alma. Particularmente destacable es la práctica de la momificación de los cadáveres en la isla de Tenerife. En Gran Canaria, La Gomera, El Hierro y La Palma también han aparecido momias, si bien, conservadas por procesos naturales.
En cuanto a las creencias en sí, el caballero inglés Sir Edmond Scory indica que los guanches creían que las almas de los malvados se detenían en el interior del Teide, mientras que la de los buenos y valientes habitaban en el valle de Aguere. Por otro lado, los majos creían que los espíritus de sus antepasados o maxios vivían en el mar, y que se acercaban a la costa en forma de nubes por el solsticio de verano, mientras que los aborígenes de Gran Canaria creían que las almas humanas se originaban en el Sol, y que «en otro lugar que llaman campos o bosques de deleite están los encantados llamados Maxios i que allí están viuos i algunos están arrepentidos de lo mal que hicieron contra sus próximos y otros desuaríos», según la crónica de Pedro Gómez Escudero.

### Idolatría
En las islas se han encontrado gran cantidad de ídolos aborígenes, como el ídolo de Tara en Gran Canaria, el de Guatimac en Tenerife o el ídolo de Zonzamas en Lanzarote. También se han encontrado figuras similares en la Cueva de Los Ídolos (Fuerteventura), en La Palma, en El Hierro y en La Gomera.
En general los ídolos suelen ser representaciones de la fertilidad a través de la madre tierra o genios protectores. Los idolillos aborígenes son semejantes a los que aparecen en el Neolítico de Grecia, en las islas Cícladas, Chipre, Creta o el Egipto Antiguo, donde aparecen juntos estatuillas y pintaderas.
|                                             |
| Ídolo de Zonzamas, de la isla de Lanzarote. |

|                                                                         |
| Guatimac, ídolo guanche en el Museo Arqueológico del Puerto de la Cruz. |

### Imágenes cristianas
Hay que mencionar dentro de las creencias aborígenes la existencia de individuos convertidos al cristianismo antes de la finalización de la conquista castellana del archipiélago, debido a las acciones evangelizadoras llevadas a cabo desde las primeras décadas del siglo xv. A este respecto, cabe destacar las tradiciones de que tanto la imagen de Nuestra Señora de Candelaria en Tenerife, como la de la Virgen de las Nieves en La Palma, eran ya veneradas por los aborígenes de estas islas.

## Recintos y construcciones religiosas
Los aborígenes canarios desarrollaban sus cultos principalmente en las cimas de algunas montañas o en la base de roques destacados. En estos lugares labraban en la piedra conjuntos de huecos —denominados cazoletas en arqueología— que estaban comunicados entre sí por canales, y en cuyas proximidades suelen encontrarse grabados rupestres. En estos lugares, denominados almogaren en Gran Canaria, «invocaban i sacrificaban regándola con leche todos los días». Este tipo de recinto sagrado estaba extendido a todas las islas del archipiélago.

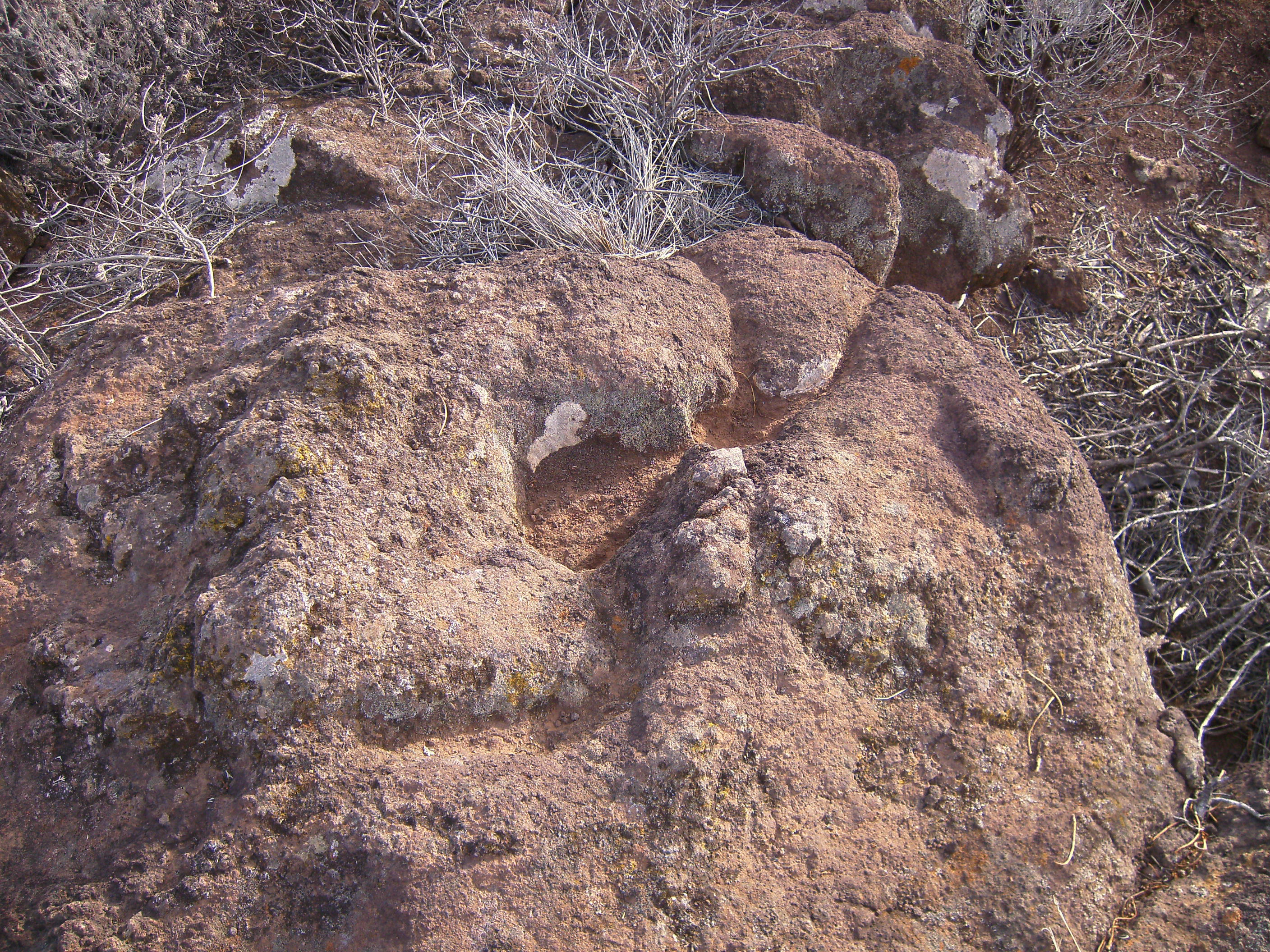
Conjunto de cazoletas y canalillos, típico lugar de culto aborigen.

En cuanto a construcciones propiamente dichas dedicadas al culto destacan los efequén o esequén de los majos de Fuerteventura y Lanzarote. Estas estructuras de forma circular consistían en dos muros concéntricos que formaban un doble recinto, y en cuyo centro se ubicaba un ídolo. Por otro lado, los antiguos canarios tenían lugares a modo de conventos donde habitaban las harimaguadas denominados tamogante en Acoran (*tamogant n Aqqoran o 'mujer encomendada a Dios') y en donde los criminales podían acogerse.
Los aborígenes de La Palma construían como adoratorios unos pequeños montículos de piedras sueltas a modo de pirámides. Cada demarcación territorial o reino benahoarita poseía un lugar específico para este fin, juntándose la población en sus alrededores para llevar a cabo sus devociones a modo de bailes, luchas y juegos.
En La Gomera y El Hierro los aborígenes construían estructuras de piedra seca que eran utilizadas como aras o altares de sacrificio. Consistían en un pequeño muro circular u oval de piedras medianas o grandes, en ocasiones hincadas, en cuyo centro se encontraba un hueco que servía de horno de combustión. En las proximidades o adosadas al muro solían colocar grandes piedras hincadas, en ocasiones con grabados rupestres. Este tipo de estructuras también han aparecido en Gran Canaria —Montaña de Horgazales— y Fuerteventura —Montaña de Tindaya—. Por su parte, en Tenerife Juan Bethencourt Alfonso indicó la existencia de estas aras de sacrificio, denominadas por él como pireos, aunque la arqueología no ha logrado hallar vestigios certeros al respecto.

### Los baladeros o bailaderos
Un espacio de culto particular es el que se denomina en las fuentes como «baladero». Se trataba de lugares espaciosos a modo de plazas, generalmente ubicados en lugares elevados, donde se desarrollaban ritos propiciatorios de lluvia utilizando los balidos del ganado.
Estos lugares han quedado en la toponimia de todas las islas, excepto Fuerteventura, transformados en la forma «bailadero» o «bailadero de las brujas».

## Lugares sagrados
Las montañas y determinados roques aparecen en el conjunto del archipiélago como lugares sacralizados por excelencia, en los que la divinidad se manifiesta en la tierra.

### Montañas sagradas

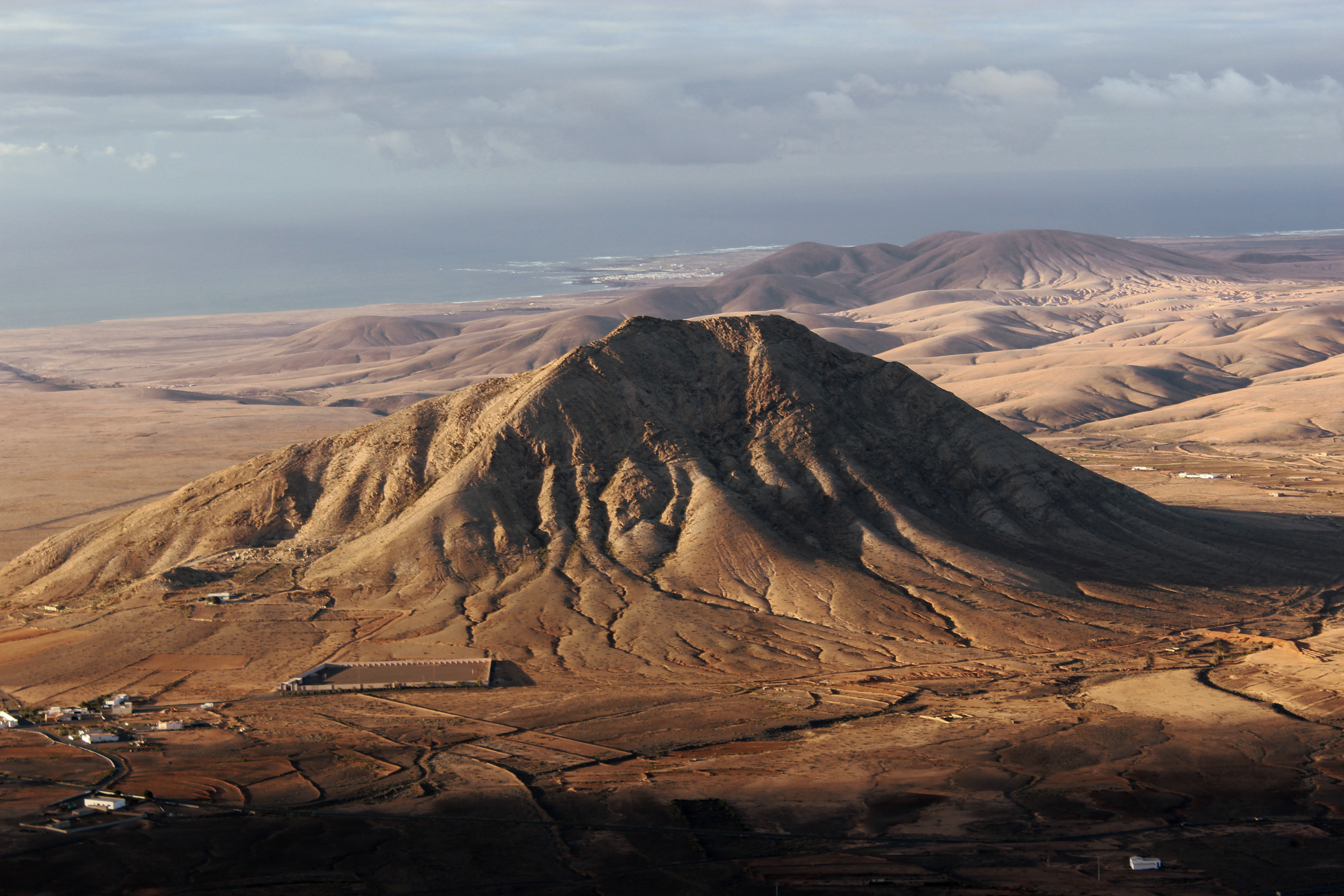
Tindaya, montaña sagrada para los majos de Fuerteventura.

El volcán del Teide, como montaña más singular del archipiélago, probablemente formó parte de las montañas sagradas para los aborígenes de todas las islas. Para los guanches de Tenerife en particular era el lugar donde se concentraban las fuerzas malignas ligadas al fuego y a los procesos volcánicos destructivos. Asimismo, también se ha sugerido su función como axis mundi o punto de unión entre el cielo y la tierra.
Para los aborígenes de Gran Canaria las principales montañas sagradas eran las de Tirma y Amagro al oeste de la isla, en el antiguo reino de Gáldar. Por estas hacían sus más sagrados juramentos al grito de atis Tirma y atis Amagro, y en sus alturas podían acogerse los criminales para no ser apresados. Abréu Galindo y otros autores apuntan además como lugar sagrado principal el risco de Umiaya o Humiaga, ubicado en la caldera de Tirajana y perteneciente al reino de Telde, sobre el que existía según Marín de Cubas un ara de sacrificio. El roque Bentayga, en el interior de la caldera de Tejeda, era también un importante centro de culto, dedicado a la fecundidad según el catedrático en Historia Antonio Tejera Gaspar.
Los majos de Fuerteventura tenían como espacios sacralizados las montañas de Tindaya y Cardones o del Cardón, mientras que para los antiguos habitantes de La Gomera destacaban como elevaciones sagradas y grandes centros de culto el Alto de Garajonay, la Montaña del Calvario en Alajeró, la Montaña del Adivino en Valle Gran Rey o la Fortaleza de Chipude.

### El concepto deaxis mundi

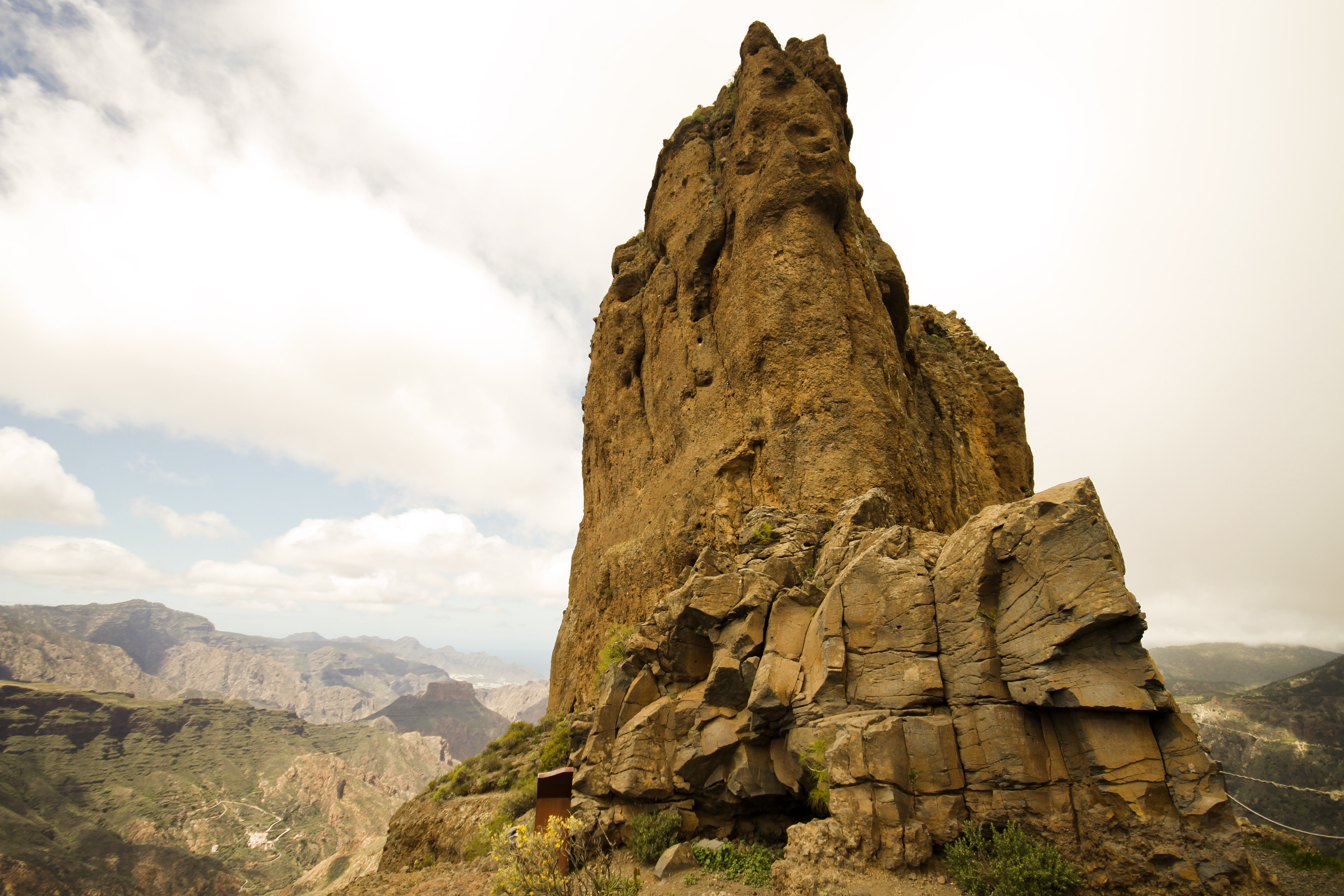
Roque Bentayga, lugar sagrado y posible axis mundi de los aborígenes de Gran Canaria.

La idea de una columna que sostiene el universo o axis mundi aparece entre las creencias de los aborígenes canarios, por lo menos entre los de las islas de La Palma, Tenerife y Gran Canaria. Este pilar místico es asociado por los aborígenes con determinados roques o montañas. Así está atestiguado por los primeros historiadores de Canarias claramente para los benahoaritas, quienes identificaban esta columna con el roque de Idafe ubicado en el interior de la Caldera de Taburiente. A los pies de este monolito natural se llevaba a cabo un ritual en el que se ofrecían a la divinidad las entrañas de las reses para evitar así que cayera y destruyera el mundo.
Según los investigadores modernos esta idea se extendía como queda dicho a las islas de Tenerife y Gran Canaria, donde el Teide y el roque Bentayga cumplían esta función respectivamente. Asimismo, el filólogo e historiador Ignacio Reyes apunta la posibilidad de que el lugar de Bentayca mencionado en la obra de Abréu Galindo como morada de los dioses bimbaches funcionase también como axis mundi, dada la traducción que propone para el topónimo como 'lugar que sostiene' desde una forma original wen-tāqqa, aunque también indica su posible lectura como «lugar de protección mística».

### El hogar de la divinidad
Una creencia extendida entre los benahoaritas y bimbaches era la de que sus dioses, que habitaban en el cielo, tenían en determinadas montañas o roques su hogar terrenal, a donde acudían cuando eran convocados. Así, los antiguos palmeros creían que su dios habitaba en la cima de las montañas que cierran la Caldera de Taburiente por el este, tal y como describió Leonardo Torriani: «decían ellos que éste moraba en el cielo, al que decían tigotan, y en tierra, en la cumbre de las montañas llamadas Tedote; y encima de ésta hacían sus sacrificios de leche y de mantequilla», mientras que para los bimbaches los dioses Erahorahan y Moneiba tenían «su habitación (...) en dos peñascos largos á manera de mohones, que están en un término que llamaban Bentayca, que hoy llaman los Santillos de los antiguos, y que después de oído y cumplido el ruego se subían al cielo».

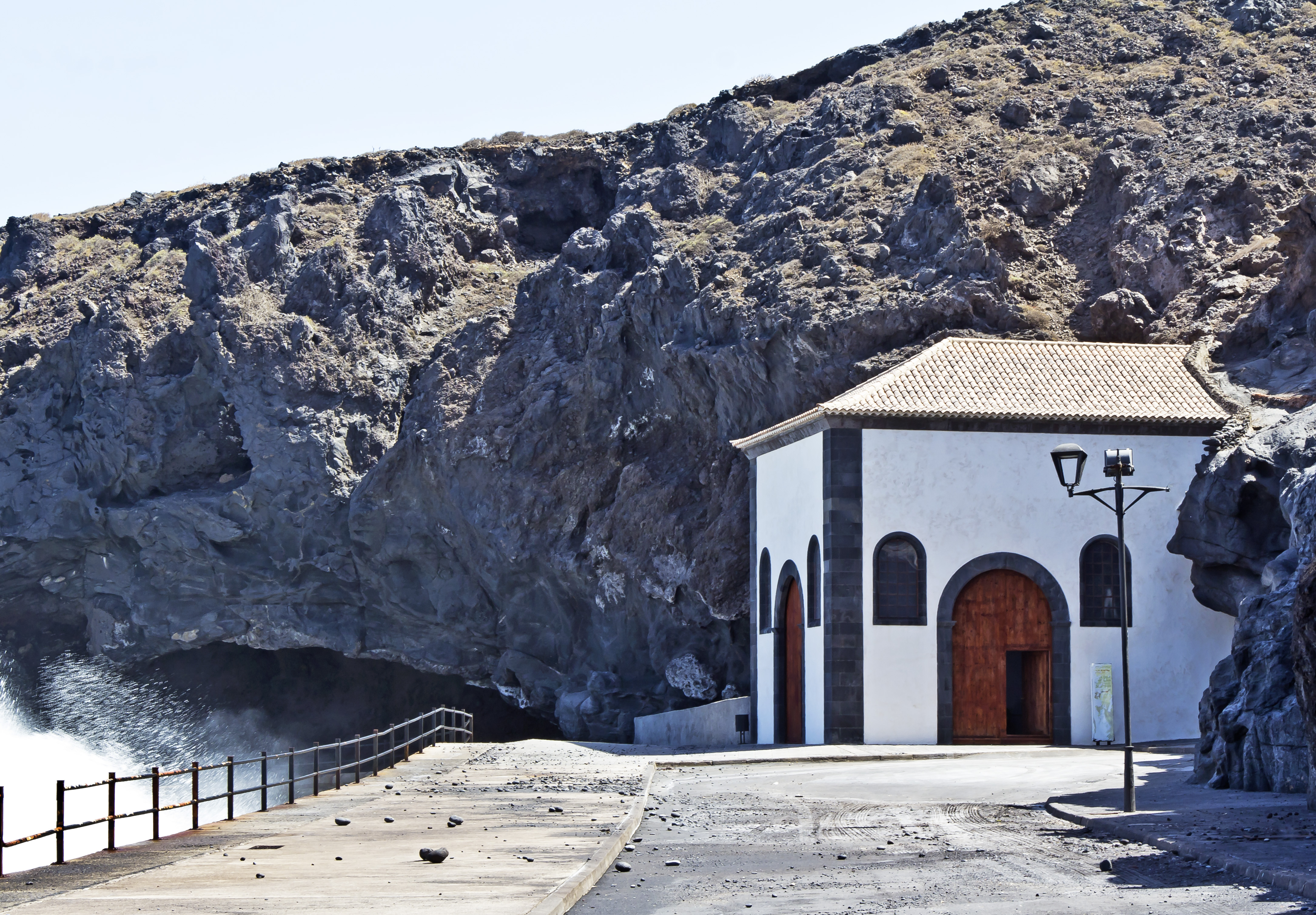
La ermita de San Blas, construida sobre la cueva de Achbinico donde los guanches veneraban a la diosa Chaxiraxi.

### Cuevas como lugar de culto
La cueva aparece también en algunas islas como lugar sagrado o de culto al margen de su función como espacio funerario.
Así, según la crónica de Pedro Gómez Escudero, «tenían los de Lançarote y Fuerte Ventura unos lugares o cuevas a modo de templos...», mientras que los bimbaches tenían la cueva Asteheyta como lugar sacralizado, al ser el hogar del Aranfaybo, el cerdo sagrado que mediaba entre los dioses y los seres humanos. Por su parte, algunos autores sugieren que la Cueva del Ratón, tubo volcánico ubicado en el municipio de Fuencaliente de La Palma, fue un lugar sacralizado por los benahoaritas, relacionándose con posibles cultos del agua o a la fertilidad.
En Gran Canaria investigadores modernos han asociado las «cuevas pintadas» que presentan en sus suelos y paredes cazoletas y bóvedas excavadas, así como grabados rupestres que representan triángulos púbicos, con santuarios dedicados a determinados cultos como la fertilidad. Ejemplo de este tipo de cueva es la de Risco Caído y otras localizadas en la caldera de Tejeda.
Los aborígenes de Tenerife también realizaban cultos en cuevas como se desprende de la colocación y posterior adoración en Chinguaro primero y Achbinico después de la imagen de la virgen de Candelaria.

## Sacerdotes, adivinos y santeros

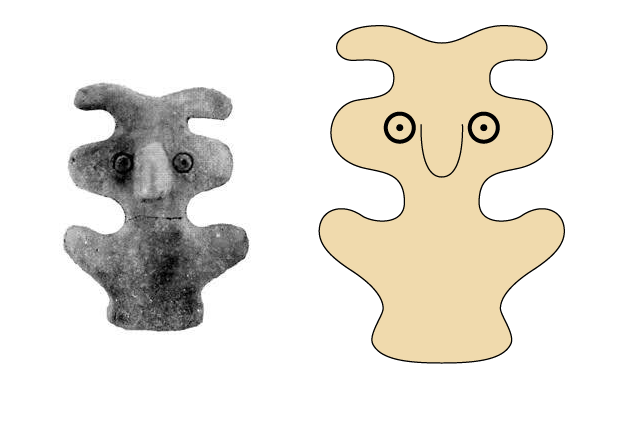
Forma original del Guatimac. Se ha especulado que podría ser una representación de un búho chico. Según Juan Bethencourt Alfonso, los guanameñes (adivinos o clarividentes) portaban al cuello el idolillo Guatimac, cuya posible etimología (*watămak, "el que fija la mirada") se correspondería con ese concepto de la «clarividencia» y la figura del búho.

En las islas existían diferentes personajes ligados al culto religioso. Estos dirigían las ceremonias y funcionaban como vínculo entre el mundo material aborigen y el mundo espiritual.
En Gran Canaria los ritos eran dirigidos por el faycán, especie de sacerdote-juez, quien era auxiliado en determinadas celebraciones por una institución de mujeres «santas» llamadas harimaguadas.
En Tenerife existían unas mujeres que tenían por oficio echar agua sobre los recién nacidos en una ceremonia que los primeros historiadores relacionaban con el bautismo cristiano. También aparece señalada la existencia de santeros y santeras, dos de los cuales fueron encargados por el rey de Güímar a cuidar de la imagen de la virgen de Candelaria y de la cueva de Achbinico donde se veneraba. Por su parte, Tomás Arias Marín de Cubas alude a la existencia en cada reino guanche de cuatro guanameñes (*wa-n-amənzaz , "clarividente") o sacerdotes que asistían a los menceyes en el gobierno, mientras Juan Bethencourt Alfonso refiere la existencia de varias órdenes sacerdotales entre los guanches: los samarines o adivinos, los cancos o sacerdotes del sol y los babilones, así como la presencia de mujeres sacerdotisas que denomina marimaguadas (posible corrupción o errata de "harimaguada", acaso influido por "Mari(a)".
Una figura recurrente en varias islas era la del adivino o agorero. Así, en Fuerteventura existen referencias a las mujeres santas Tibiabin y Tamonante, que ejercían un papel principal en la sociedad isleña al mediar en los enfrentamientos entre los diferentes jefes tribales, dirigir las ceremonias y profetizar eventos futuros. Tibiabin había predicho la llegada de los normandos, consiguiendo la rendición de los reyes majos ante Jean de Bethencourt. En las islas de El Hierro, La Gomera y Tenerife existieron también los adivinos Yone, Aguamuje y Guañameñe respectivamente que anunciaron a los suyos la llegada de gentes por el mar que habrían de enseñorear las islas.

## Ritos

### Ofrendas y sacrificios

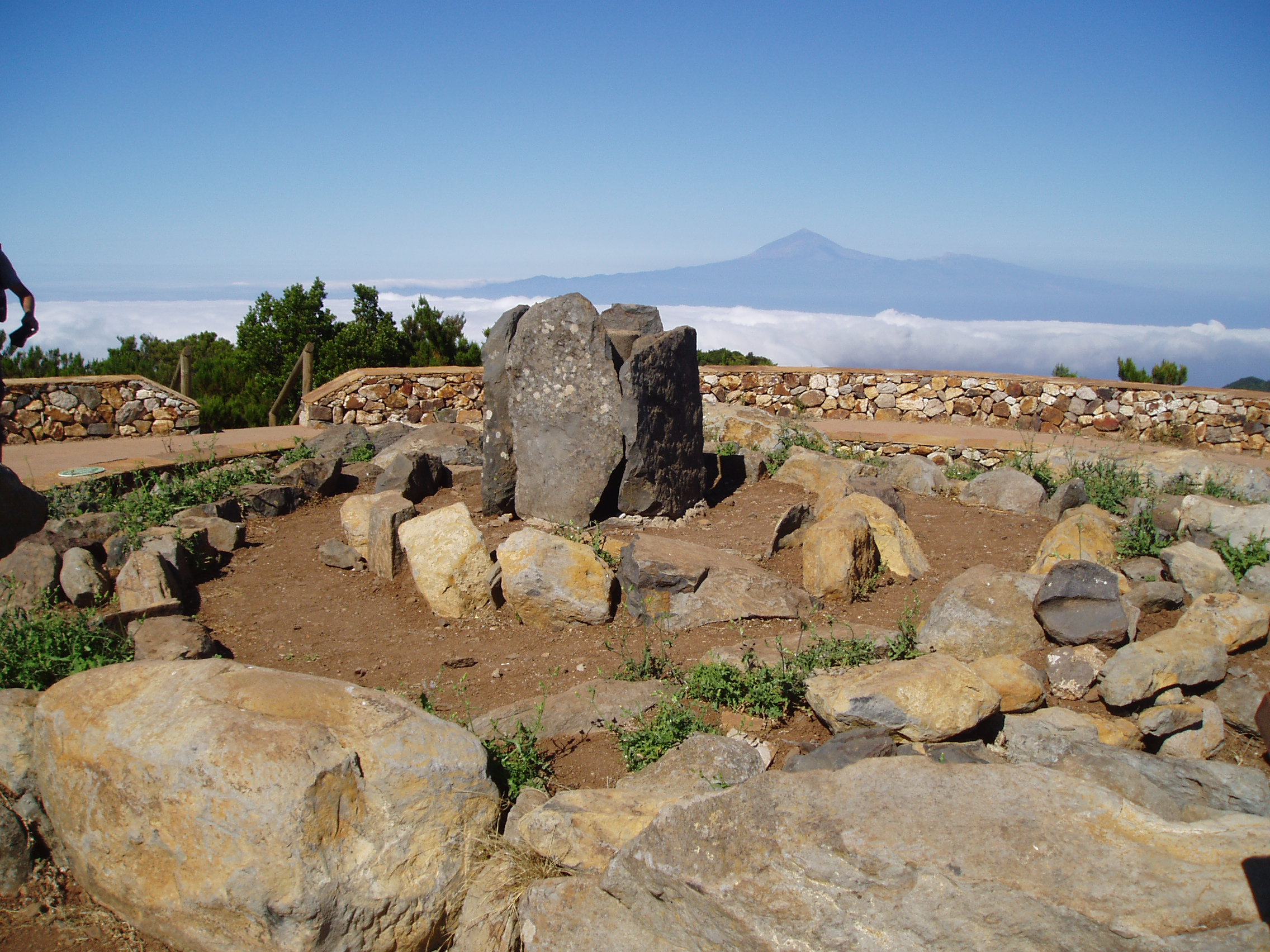
Reconstrucción de ara de sacrificio en la cima de Garajonay, La Gomera.

Los aborígenes de todas las islas llevaban a cabo ofrendas o sacrificios que se pueden diferenciar en dos tipos principales: libaciones y cremaciones.
Las libaciones se llevaban a cabo con leche o manteca derretida, vertiéndose en los conjuntos de cazoletas excavadas en la roca y comunicadas por canales anteriormente mencionadas. Este tipo de sacrificio es el más frecuente en las fuentes históricas y ha sido constatado también por la arqueología.
El sacrificio mediante cremación se llevaba a cabo en lo que se denomina en arqueología como aras o pireos. En estas construcciones de piedra se incineraban partes de animales domésticos, utilizándose principalmente el cráneo y las patas.
Un tercer tipo de sacrificio era mediante «ahumadas». Los aborígenes quemaban determinadas maderas o hierbas, que servían para interpretar la voluntad de los dioses o realizar agüeros mediante la observación del humo resultante, tal y como atestigua Pedro Gómez Escudero sobre los majos: «haciendo humo de ciertas cosas de comer, que eran los diesmos, quemándolos tomaban agüero en lo que hauían de emprender mirando a el jumo».
Del ritual que acompaña al sacrificio no ha quedado constancia salvo para el caso de La Palma, refiriéndose los primeros historiadores al que realizaban los benahoaritas al pie del roque de Idafe. En este rito una persona preguntaba a otra: «y iguida y iguan Idafe», que quería decir 'dice que caerá Idafe', a lo que la otra le contestaba «que guerte yguan taro», 'dale lo que traes y no caerá'. Entonces dejaban las vísceras de las reses para que fueran devoradas por las aves carroñeras, evitando así la caída del roque y la consecuente destrucción según sus creencias.
Sacrificios humanos
El navegante portugués Diogo Gomes de Sintra menciona que los guanches de Tenerife tenían por costumbre que un voluntario se autoinmolase cuando moría un rey. El voluntario debía ser persona de buena conducta, debiendo permanecer durante un año ante la cueva donde se encontraba la momia del rey muerto custodiándola. Cumplido el plazo, el elegido se lanzaba al mar portando las vísceras del fallecido y funcionando como mensajero de los vivos a los muertos. El veneciano Alvise Cadamosto apunta por su parte que el suicidio ritual acontecía cuando era elegido el nuevo rey, lanzándose el voluntario a un profundo valle y quedando con ello honrada la elección del nuevo mencey.
Por otro lado, Juan Bethencourt Alfonso afirmó que «hubo tiempo en que inmolaron víctimas humanas en los altares isleños», basándose para ello en tradiciones orales que persistían en el sur de Tenerife a finales del siglo xix. Según este autor, los guanches «cierto día del año, que fijan para el solsticio de verano, por la punta de la Rasca tiraban al mar a un niño vivo en el momento de salir el sol, disputándose las madres el honor de preferencia». Para el Doctor en Prehistoria Alfredo Mederos este tipo de sacrificio estaría vinculado al culto al sol y a los antepasados, actuando el niño inmolado como mediador entre los vivos y los muertos, y se encontraría emparentado con los antiguos sacrificios rituales en honor a dioses solares del Norte de África.

### Ritos propiciatorios
Entre los rituales que se conocen están aquellos propiciatorios de lluvia.
Los aborígenes de Gran Canaria realizaban una procesión portando ramas de árboles a las montañas sagradas de Tirma y Amagro, donde las harimaguadas derramaban leche y manteca mientras danzaban y cantaban alrededor al mismo tiempo que la gente clamaba al cielo. Después, el faycán conducía la procesión hasta el mar, donde todo el mundo con ramas daba golpes en la superficie.
Los guanches de Tenerife reunían al ganado en determinados lugares elevados conocidos por baladeros o bailaderos, y allí separaban a las madres de las crías, haciendo girar a las primeras alrededor de una vara o lanza hincada en la tierra. Los guanches creían que el balido de los animales provocaban que su dios se apiadara de ellos y enviara lluvias.
Por su parte, los bimbaches se reunían alrededor de los peñascos de Bentayca y ayunaban tres días mientras lloraban y rogaban a los dioses, haciendo balar al ganado también. Pero si esto era insuficiente, enviaban a un hombre santo que había entre ellos a la cueva del Aranfaybo, que creían actuaba como mediador entre los dioses y los hombres.

### Ritos funerarios

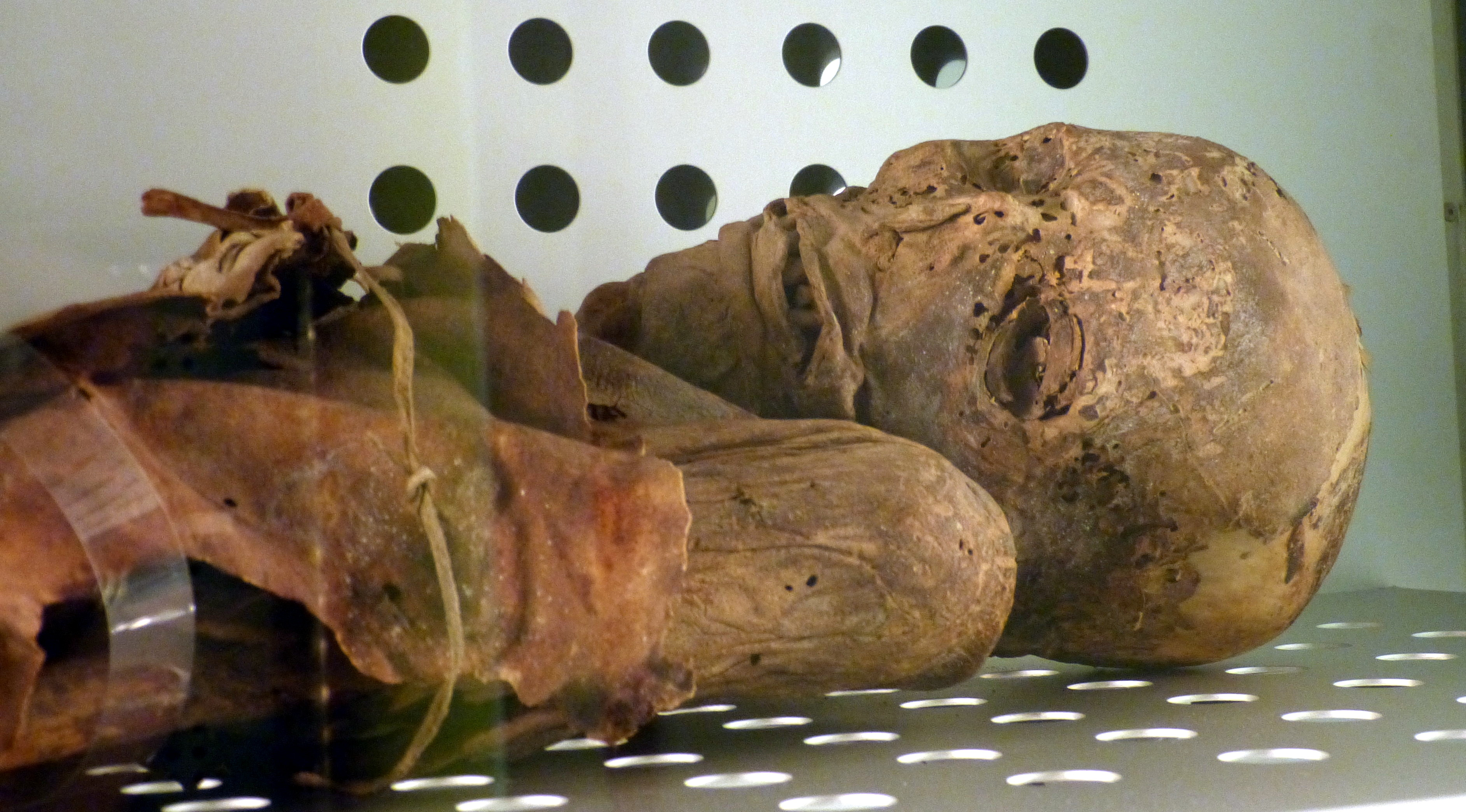
Momia guanche en el Museo de la Naturaleza y el Hombre.

Cabe resaltar que la momificación guanche es en muchos aspectos parecida a la practicada por los antiguos egipcios. Para preservar la corrupción en los cadáveres cuidaban mucho el proceso, el cuerpo, y sobre todo guardaban una especial memoria y honra a los difuntos. La momificación o mirlado, como le llamaron los primeros cronistas españoles, no fue de uso general entre la población guanche, existiendo varios procesos que muestran cierta gradación en la práctica funeraria que corresponden a una diferencia social y económica entre las diferentes castas de su sociedad. Al contrario de lo que pueda parecer, la momificación no se practicó en todas las islas, sino principalmente en la isla de Tenerife. En Gran Canaria existe en la actualidad un debate sobre la auténtica naturaleza de las momias de los antiguos habitantes de la isla, pues investigadores señalan que no existió una verdadera intencionalidad de momificar al difunto y que la buena conservación de algunas de ellas se debe más bien a factores ambientales. En La Palma se conservaban por estos factores ambientales y en La Gomera y El Hierro no está constatada la existencia de la momificación. En Lanzarote y Fuerteventura se descarta esta práctica. 
Las momias mejor conservadas y, por lo tanto, las más estudiadas, se encuentran en Tenerife.
Según las referencias obtenidas, existía en el pasado de las islas una tribu de sacerdotes que hacía del arte del embalsamamiento un verdadero secreto y casi un misterio sagrado, confeccionando una especie de ritual alrededor de la momificación. Por desgracia, después de la conquista española, no ha quedado ningún conocimiento escrito de aquel arte, y solo a través de la tradición se ha podido saber cómo y cuáles fueron las técnicas empleadas.[cita requerida]
Los achicasnai, la casta más baja del estrato social guanche y que se dedicaban a los trabajos relacionados con la sangre, curtidores y matarifes– eran los encargados de realizar el mirlado, manteniendo vivas las técnicas y los actos que conllevaban todo el ritual.[cita requerida]

## Festividades
Según los primeros historiadores como Fray Alonso de Espinosa, los guanches llevaban a cabo grandes fiestas, comúnmente denominadas beñesmer, entre julio y agosto que coincidían con su época de la cosecha y el comienzo del año. En ellas desarrollaban convites comunales y diversos juegos y ejercicios. Para el profesor Luis Diego Cuscoy, estas festividades se complementaban con otras denominadas por él como «fiestas mayas» que se desarrollaban en primavera, y que estarían relacionadas con el renacer de la vida y el aumento de los rebaños.
Los majos llevaban a cabo grandes fiestas comunales de carácter religioso en el solsticio de verano, durante las cuales podían contactar con los espíritus de sus antepasados.

## Mitología
Entre los pocos mitos aborígenes que fueron recogidos por los primeros historiadores destacan los de la creación del ser humano. Así, según el dominico Fray Alonso de Espinosa los guanches de Tenerife creían que el Dios Supremo había hecho del agua y la tierra primero a los hombres y mujeres nobles, a los que había dado ganados para alimentarse, y después hizo al resto de la población, a los que dijo que debían servir a los primeros para subsistir. Por su parte, el cronista Andrés Bernáldez indica que preguntados los aborígenes de Gran Canaria más ancianos sobre sus orígenes respondieron que «...nuestros antepasados nos dijeron que Dios nos puso y dejó aquí, é olvidonos...».
Algunos autores consideran además que las profecías de los distintos adivinos aborígenes sobre gentes que habían de venir por el mar para gobernarlos puede relacionarse con la creencia en el regreso de sus antepasados o de figuras mitológicas desde el mar, en una especie de mito de retorno que rememoraba sus orígenes continentales.

## Supervivencias
Entre las celebraciones de raigambre aborigen que persisten, aunque desdibujadas y bajo formas cristianizadas, se encuentran principalmente las Bajadas de la Rama en las poblaciones grancanarias de Agaete y La Aldea de San Nicolás, eco de las procesiones rogativas de lluvia de los antiguos canarios.
En Tenerife la Peregrinación a Candelaria recuerda en parte la que hacían los guanches desde todas partes de la isla para llevar a cabo festejos en honor de la diosa Chaxiraxi, tal y como describe Fray Alonso de Espinosa: «...va la voz discurriendo por la isla, que la mujer que en el reino de Güímar había aparecido, era la madre del sustentador del mundo, (...). Acuden de todas partes (...), y júntase gran número de gente; ordenan fiestas y regocijos, danzas, bailes, (...). Quedó concluido y por ley asentado que tantas veces en el año se junta en este lugar, por honra de la madre de Dios, a sus regocijos y bailes...».

### Interacción con el cristianismo
En el año 2019 fue hallada una cruz grabada en la roca y orientada al sol, en un yacimiento guanche en el municipio de Buenavista del Norte en el noroeste de Tenerife. Se ha propuesto que el hallazgo podría revelar el supuesto conocimiento que los antiguos canarios tenían del cristianismo. No obstante, este símbolo fue encontrado en un megalito utilizado para rituales de fecundidad y como calendario solar.